# Ilha Southampton
A ilha Southampton (Inuktitut: Shugliaq) é uma ilha do norte do Canadá, no norte da baía de Hudson, na região de Nunavut. Tem uma área de 41 214 km², o que faz dela a 34.ª maior do mundo. É escassamente povoada: apenas conta com 834 pessoas (censo de 2011) e uma só povoação chamada Coral Harbour, em inuit dita Salliq.
Tem dois santuários ornitológicos, o East Bay Bird Sanctuary e o Harry Gibbons Bird Sanctuary, importantes para a reprodução do ganso-das-neves (Chen caerulescens ou Anser caerulescens caerulescens).

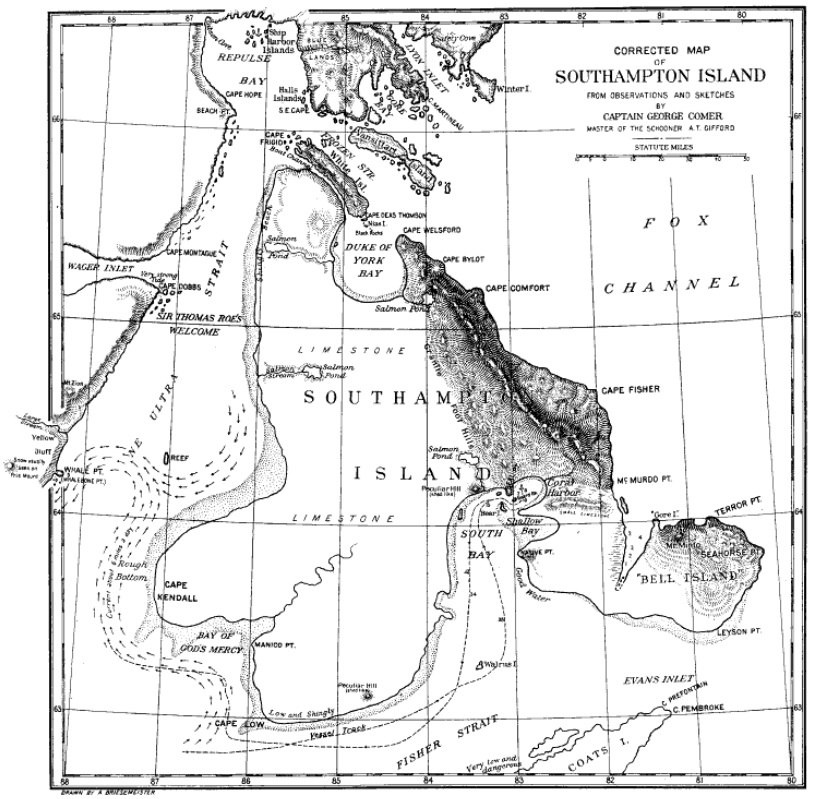
George Comer, mapa da ilha Southampton (1910)

Está separada da península de Melville pelo estreito Frozen. Outros canais em torno da ilha são o Roes Welcome Sound a oeste, baía de Gods Mercy a sudoeste, estreito de Fisher a sul, estreito de Evans a sudeste, e canal de Foxe a leste.
O lago Hansine fica na parte norte, e a península de Bell na parte sudeste da ilha. O monte Mathiasen, nas montanhas Porsild, é o ponto mais alto da ilha.